# 임재준
임재준(1962년 2월 7일 ~)은 OB, 빙그레에서 뛰었던 전 야구 선수다.

## 출신 학교
- 충남중학교
- 공주고등학교
- 건국대학교

## 같이 보기
- 빙그레 이글스 연도별 선수 명단